# Sailor Moon S (film)
A Sailor Moon S: Jégbe zárt szívek (劇場版 美少女戦士セーラームーンＳ) a Sailor Moon animesorozat második mozifilmje, amelyet 1994-ben mutattak be. Mozifilmes vetítése ellenére képaránya 4:3-as, mint a televízióban megszokott. Címéből adódóan a film a harmadik évad történései során játszódik, és bár története teljesen különbözik attól, kronológiailag beilleszthető abba. Körülbelül a 115-120. rész környékén játszódhat, mivel a Szent Grált már megtalálták, de Sailor Pluto még jelen van, emellett Sailor Saturn felbukkanásáról sincs hír. A film alapjául Takeucsi Naoko mangájának egy speciális epizódja, a "Kaguya hercegnő szerelme" szolgáltatta az alapötletét.

## Cselekmény
Réges-régen egy jégből álló entitás megpróbálta az örök fagy birodalmává tenni a Földet, de nem járt sikerrel, mert az Ezüstkristály felolvasztotta azt. Most visszatér a bolygóra, hogy ismét megpróbálja elérni célját. Üstökösének egy darabja azonban elvész és a Földre hullik. Kegyenceit küldi, hogy keressék meg számára, mert rendkívül fontos a terv megvalósításához. Az üstökösdarabot egy fiatal csillagász, Ozora Kakeru találja meg, és az obszervatóriumában tartja.
Mindeközben a harcoslányok a városban múlatják az időt. Luna csúnyán megfázik, ezért úgy dönt, hogy inkább hazamegy. Útközben rosszul lesz és majdnem elgázolja egy autó, de Kakeru megmenti őt. Hazaviszi őt és ellátja. Luna beleszeret a férfiba, ami Artemiszt megviseli. Jól tudja azonban, hogy érzelmei viszonzatlanul fognak maradni, és nemcsak azért, mert ő macska alakjában van a Földön – Kakerunak barátnője van: Najotake Himeko. Kettejük viszonya azonban meglehetősen fagyossá válik: a csak tudományos tényekben hívő Himeko nevetségesnek tartja, hogy Kakeru hisz egy titokzatos űrbéli hercegnőben, Kaguyában, aki a Holdon él. Himeko az egyik első japán női űrhajós, így amikor elindul küldetésére, feszült hangulatban válnak el.
Eközben a Kaguya üstököséből lehullott darab fokozatosan elszívja Kakeru energiáit, aki ágynak dől. A fagylény, akit Kakeru Kaguya hercegnőnek nevez, végül visszaszerzi azt, amitől a férfi közel kerül a halálhoz. A jéghercegnő az óceánba dobja a darabot, amitől abból egy hatalmas jégkristály nő ki, s ez továbbra is Kakeru energiáit szívja el. Kaguya eközben nekilát a Föld megfagyasztásának. Hamarosan a helyszínre érkezik az összes holdharcos, akik kombinált erejükkel végül legyőzik Kaguyát.
Luna eközben azt kívánja, bárcsak teljesíthetné Kakeru álmát, aki Kaguya hercegnővel szeretne találkozni. Sailor Moon az Ezüstkristály erejének felhasználásával egy éjszakára emberré változtatja őt. Megkeresi az utcán összeesett Kakerut, majd megmutatja neki az űr világát és a Holdat. Himeko mindezt látja is, és nem tudja mire vélni a jelenséget. Luna arra bátorítja Kakerut, hogy béküljön ki barátnőjével. Ez sikerül is, mert a lány már hisz a jéghercegnő létezésében. Végül Luna és Artemisz is kibékülnek egymással.

## Új szereplők

### Kaguya jéghercegnő
Kaguya (プリンセス・スノー・カグヤ) egy idegen lény, aki bolygóról bolygóra járva megfagyasztja az ottani élővilágot, s miután elérte célját, továbbáll. A valódi neve nem az, aminek hívják, az a néző előtt ismeretlen marad. Kakeru aggatja rá ezt a nevet, és neki még tetszik is. Teste jégből van, ereje pedig meglehetősen nagy, mert Sailor Moon még a Szent Grál felhasználásával is csak nehezen tud vele szembeszállni.

### Ozora Kakeru
Egy fiatal csillagász, aki reménytelenül hisz egy régi japán legendában, és így Kaguya jéghercegnő létezésében is. Többek között ennek hatására kémleli az égboltot. Véleményével néha értetlenséget kelt: amikor azt állította, hogy szerinte a Holdon évezredekkel ezelőtt egy mesés királyság létezhetett, mindenki bolondnak tartotta. Úgy hiszi, hogy Kaguya a Hold egykori hercegnője. Barátnője, Himeko bolondnak nézi vélekedései miatt, legalábbis eleinte.

### Najotake Himeko
Kakeru gyerekkori barátja és szerelme. A történet szerint régen mindketten hittek Kaguya létezésében, és abban, hogy a Hold királyságának van egy hercegnője, ám Himeko eltávolodott ettől az ideáltól, és a realitásokban bízva inkább asztronauta lett. Kakeru haragszik rá, mert elhagyta gyerekkori álmait.